# Marienkrankenhaus Hamburg

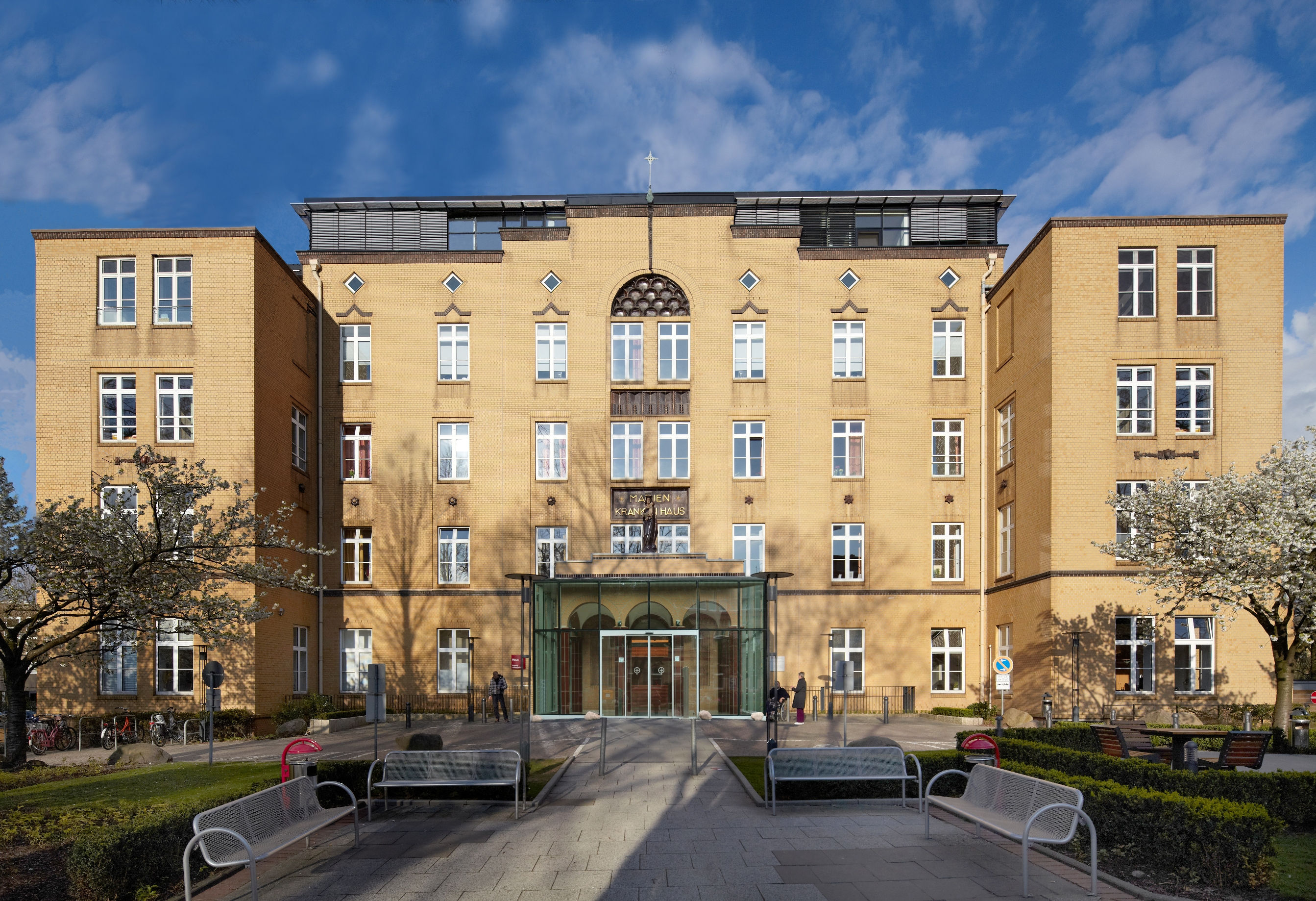
Haupteingang Kath. Marienkrankenhaus Hamburg

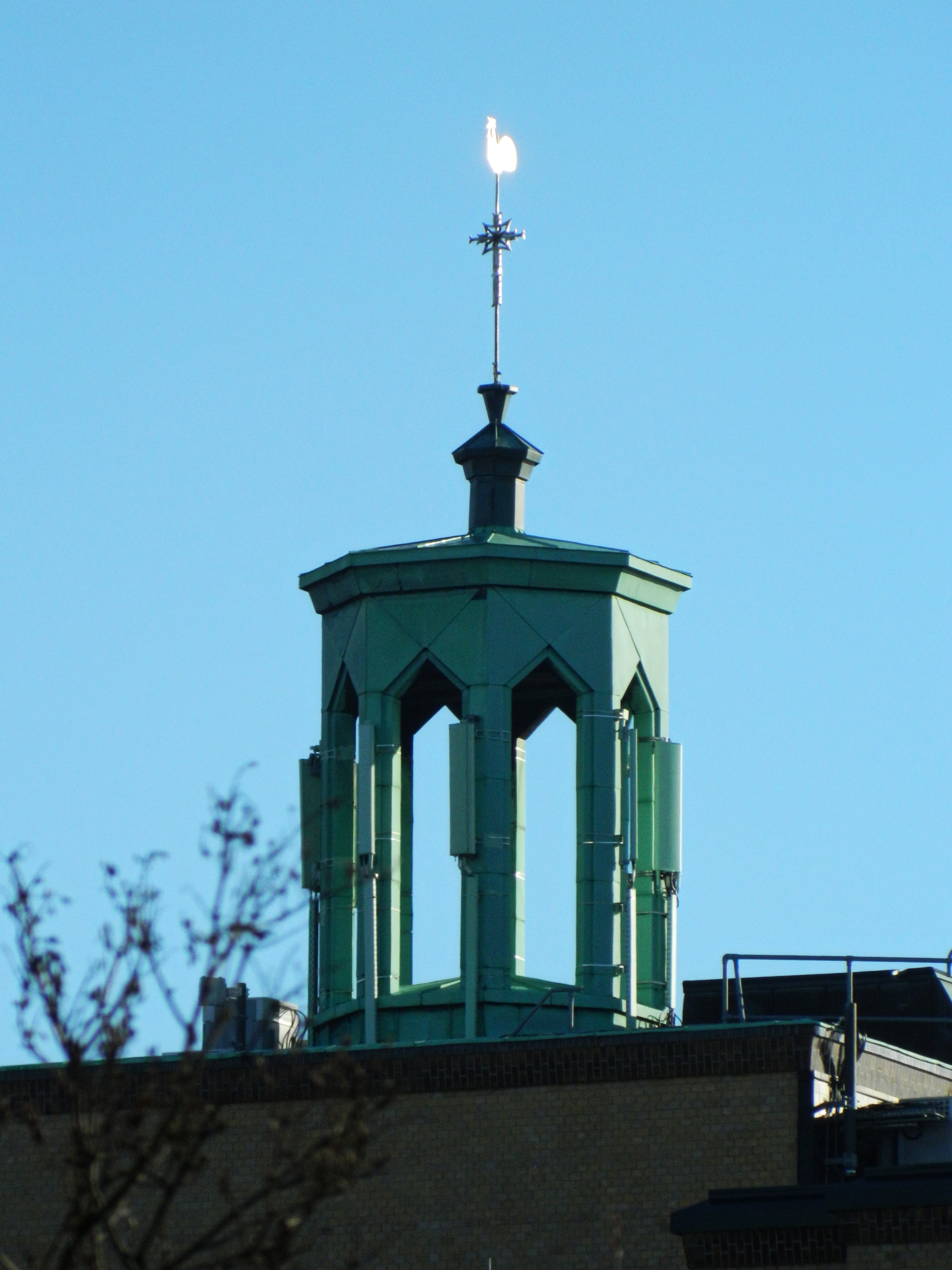
Marienkrankenhaus-Dachturm

Das Marienkrankenhaus Hamburg (Kath. Marienkrankenhaus gGmbH) ist ein Krankenhaus der Schwerpunktversorgung im Stadtteil Hohenfelde, Alfredstraße 9. Träger ist die ANSGAR GRUPPE gemeinnützige GmbH, ein Verbund der katholischen Krankenhäuser Marienkrankenhaus Hamburg, dem Kinderkrankenhaus Wilhelmstift und dem Marien-Krankenhaus Lübeck.
Jährlich werden rund 93.000 stationäre, teilstationäre und ambulante Patienten versorgt. Das Marienkrankenhaus verfügt über 586 Planbetten und 28 teilstationäre Behandlungsplätze. Die Klinik ist akademisches Lehrkrankenhaus der Universität Hamburg.

## Notaufnahme
Die Notaufnahme wird im 24-Stunden-Betrieb betrieben. Für Herzinfarkte oder Schlaganfälle steht eine Stroke Unit und ein Cardiac Arrest Center (Spezialzentrum für Herz-Kreislauf-Stillstand) bereit. Das Zentrum für Notfall- und Akutmedizin ist Gründer von Deutschlands erstem Integrierten Notfallzentrum (INZ).

## Abteilungen
Das Marienkrankenhaus verfügt über 14 Fachabteilungen:
- Klinik für Anästhesiologie, Intensivmedizin und Schmerztherapie
- Klinik für Allgemein-, Viszeral-, Thorax- und Gefäßchirurgie
- Klinik für Unfallchirurgie, Orthopädie und Handchirurgie
- Frauenklinik (Gynäkologie, Gynäkologische Onkologie, Mammachirurgie, Geburtshilfe, Perinatalzentrum Level I)
- Klinik für Hals-Nasen-Ohren-Heilkunde (Kopf-, Hals- und plastische Gesichtschirurgie)
- Zentrum Innere Medizin (Kardiologie, Angiologie, Pneumologie, Endokrinologie, Intensivmedizin, Onkologie, Hämatologie, Gastroenterologie)
- Geriatrische Klinik
- Neurologische Klinik
- Urologische Klinik
- Zentrum für Notfall- und Akutmedizin

Zusätzlich gibt es am Marienkrankenhaus Hamburg drei Institute:
- Institut für Laboratoriumsmedizin, Mikrobiologie und Transfusionsmedizin
- Institut für Pathologie
- Institut für Radiologie

Außerdem befinden sich im Marienkrankenhaus verschiedene Zentren, ambulante Angebote und drei Tageskliniken:
- Alterstraumatologisches Zentrum
- Interdisziplinäres Gefäßzentrum
- Zentrum für Präventivmedizin
- Ambulantes OP-Zentrum
- Ambulantes Therapiezentrum
- Medizinische Versorgungszentren (Allgemeinmedizin, Ambulante Radiologie, Labormedizin, Pathologie, Psychotherapeutische Ambulanz, Gastroenterologie (Medizinisches Versorgungszentrum))

- Geriatrische Tagesklinik
- Onkologische Tagesklinik
- Schmerztherapeutische Tagesklinik

Des Weiteren bestehen im Marienkrankenhaus fünf therapeutische Teams:
- Ergotherapie
- Logopädie
- Neuropsychologie
- Physio- und Physikalische Therapie
- Psychoonkologie

Das Marienkrankenhaus ist Mitgesellschafter der Schule für Gesundheits- und Krankenpflege Hamburg gGmbH und des Diakonie-Hospizes Volksdorf.

## Geschichte

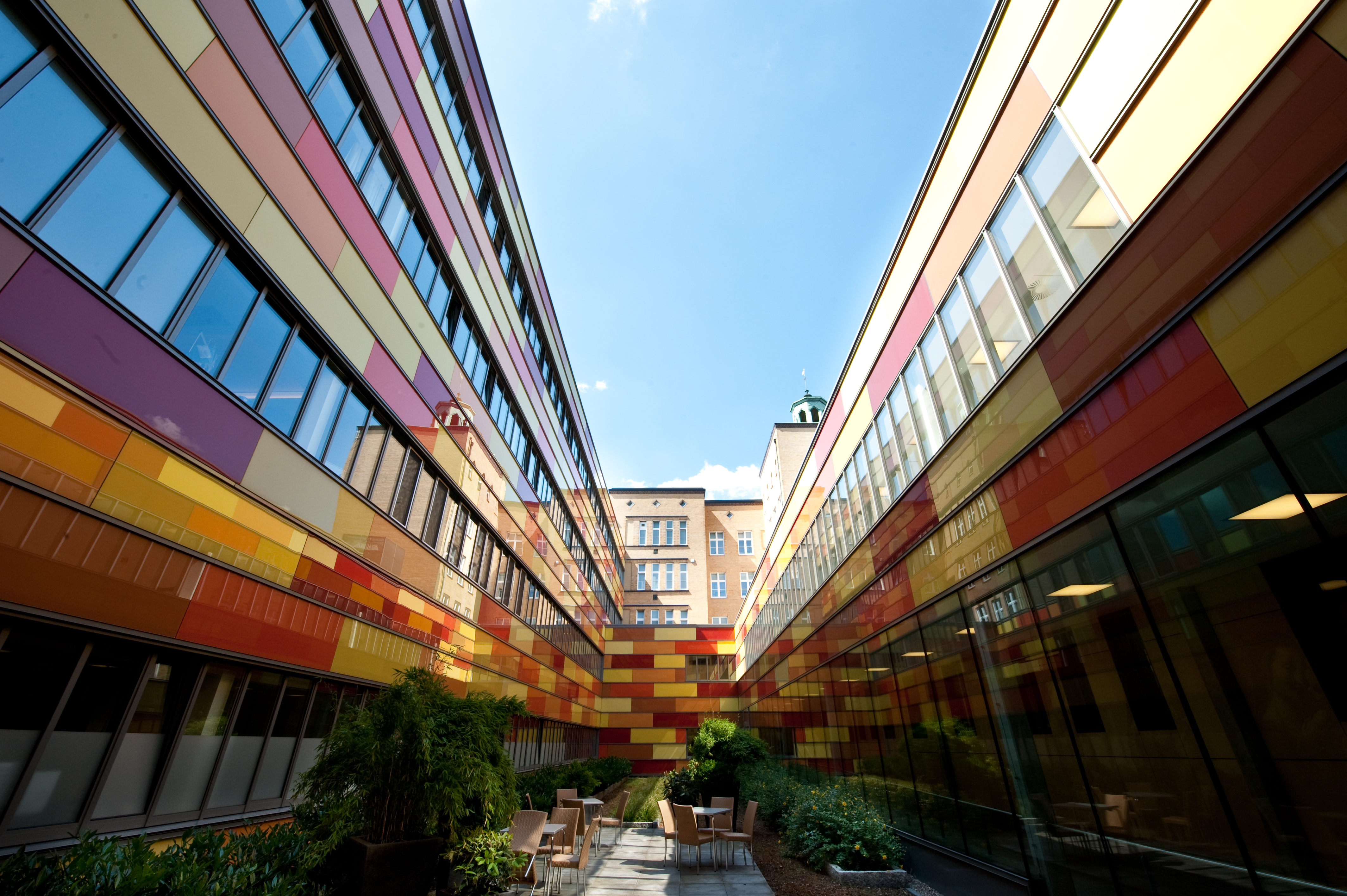
Neubau Haus 1, Kath. Marienkrankenhaus Hamburg

### Lange Reihe
Das Marienkrankenhaus wurde 1864 von vier Schwestern des Ordens vom heiligen Karl Borromäus in der Langen Reihe in Hamburg-St. Georg gegründet. Es war zunächst Waisenhaus und wurde für die Pflege von Verwundeten des Deutsch-Dänischen Krieges benutzt.

### Alfredstraße
Im März 1882 zog das Krankenhaus in das von Martin Haller errichtete Gebäude an seinen heutigen Standort in der Alfredstraße in Hamburg-Hohenfelde. Die Skulptur der Maria über dem Haupteingang wurde von Ludwig Kunstmann geschaffen. Bis 2011 waren noch Borromäerinnen im Krankenhaus tätig.

### An- und Umbauten
Nach mehreren Neubauten hatte das Krankenhaus im Jahr 1911 800 Betten. 1913 wurde eine eigene Krankenpflegeschule gegründet. Das Marienkrankenhaus wurde immer wieder um Neu- und Anbauten ergänzt. Im Zweiten Weltkrieg wurde das Krankenhaus wenig beschädigt. Ab 1950 wurden die großen Krankensäle mit 16 Betten verkleinert. Im Jahr 1969 wurde eine Intensivstation eingerichtet. Seit 2000 wurden neue Räume für die Neonatologie und das Zentrum für Präventivmedizin in Betrieb genommen. 2007 wurde das Interdisziplinäre Notfall- und Operationszentrum eingeweiht. 2010 konnte in diesem Gebäudetrakt die neue Intensiveinheit eröffnet werden. 2016 wurde der neue Zentral-OP mit insgesamt 9 OP-Sälen eingeweiht.

### Brand 2025
In der Nacht vom 31. Mai auf den 1. Juni 2025 kam es zu einem Brand im geriatrischen Bereich. Bei dem Feuer starben drei Menschen, weitere 26 wurden teils schwer verletzt.